# Gustav Hofer
Gustav Hofer (Sarentino, 9 maggio 1976) è un regista, sceneggiatore, giornalista, attore e conduttore televisivo italiano.

## Biografia
Di origini altoatesine, Gustav Hofer si è laureato in scienze della comunicazione a Vienna e in cinema a Londra. In seguito si è trasferito a Roma.
Apertamente omosessuale, nel 2000 intraprende una relazione sentimentale con Luca Ragazzi con cui collaborerà come documentarista. Nel 2001 ha iniziato a lavorare per il canale televisivo culturale arte, per il quale diviene corrispondente in Italia. La rete franco-tedesca nel 2005 gli ha affidato la conduzione del programma Journal de la Culture - Arte Kultur e il telegiornale Artejournal.
Ha esordito alla regia con il documentario televisivo Il sangue dell'impero, diretto con Pietro Suber nel 2004. Quattro anni più tardi, con Luca Ragazzi, ha diretto Improvvisamente l'inverno scorso presentato al Festival internazionale del cinema di Berlino del 2008 e vincitore della menzione speciale del premio della giuria Manfred Salzgeber. La pellicola, dedicata al tema dell'omosessualità, otterrà anche il Nastro d'argento come miglior documentario nel 2009, vincendo oltre 20 premi in tutto il mondo.
Sempre con Luca Ragazzi, nel 2011 ha diretto Italy: Love It, or Leave It, presentato al Milano Film Festival, dove il film vince il premio del pubblico e il premio della giuria. Italy Love it or Leave it diventerà il loro più grande successo, il film partecipa in oltre 200 festival in tutto il mondo ed esce in sala in Germania, Austria, Svizzera, Paesi Bassi, Italia e Canada. 
È il documentario italiano con la più alta partecipazione a festival stranieri.
Nel 2013 esce il terzo film della coppia, What is Left?, un film sulla crisi della sinistra italiana. Partecipa al Minneapolis International Filmfestival, Hotdocs Toronto, Brussels IFF. Il documentario è uscito in sala in Germania, Italia e nel 2015 uscirà in Canada.

## Filmografia

### Documentari
- Il sangue dell'impero, co-regia con Pietro Suber – film TV (2004)
- Improvvisamente l'inverno scorso, co-regia con Luca Ragazzi (2008)
- Italy: Love It, or Leave It, co-regia con Luca Ragazzi (2011)
- What Is Left?, co-regia con Luca Ragazzi (2014)
- Limbo, co-regia con Matteo Calore (2014)
- Diktatorship - Fallo e basta!, co-regia con Luca Ragazzi (2019)